# Hamberg (Breitenbrunn)
Hamberg ist ein Gemeindeteil des Marktes Breitenbrunn im Landkreis Neumarkt in der Oberpfalz in Bayern.

## Geographie
Das Kirchdorf liegt nordöstlich des Gemeindesitzes im Oberpfälzer Jura auf 532 m ü. NHN auf der Jurahochfläche. Die nächsten mäßig höheren Erhebungen sind der westlich gelegene Hohe Trift (544 m), der nordwestlich gelegene Spanberg (573 m), der nördlich gelegene Wolfersberg (586 m), der sich südlich erhebende Buchberg (536 m) und der westlich gelegene Spitzberg (549 m).

## Verkehr
Man erreicht den Ort über die westlichen Abzweigungen NM 2 und NM 31 von der Staatsstraße 2660 her. Die südlich des Dorfes vorbeiführende Kreisstraße NM 2 führt weiter nach Kemnathen, die durch den Ort verlaufende NM 31 nach Langenthonhausen.

## Geschichte
1326 ist in einem Urbar des herzoglich-bayerischen Amtes Velburg Hewonperg genannt, wahrscheinlich das heutige Dorf Hamberg. Es wird wenige Jahrzehnte zuvor als Rodungsort entstanden sein, denn in den vorhergehenden Urbaren ist es noch nicht genannt. Um diese Zeit bestand es aus 4 Höfen, 1 Gut und 3 Huben. 1347 wurde Dietrich von Parsberg die Hochgerichtsbarkeit über Hamberg zugesprochen; sie ging später auf das Pflegamt Velburg über, während die Parsberger über ihre Güter und Untertanen in Hamberg, nachweisbar bis ins 18. Jahrhundert hinein (1730 starb Johann Wolf von Parsberg kinderlos), nur noch Niedergerichtsrechte besaßen. 1504/05 Im Landshuter Erbfolgekrieg wurde Hamberg und Schöndorf unter Brandandrohung von den Pfälzischen Truppen gezwungen, eine andere Herrschaft anzuerkennen (Huldigung) und auch dorthin die Abgaben zu leisten. Georg Wisbeck, 1507 von Herzog Friedrich mit der Herrschaft Velburg belehnt, vergrößerte seine Herrschaft unter anderem 1510 durch den Zukauf von zwei Höfen in Hamberg von Jörg von Parsberg. Um 1600 bestand Hamberg aus 5 Höfen, 3 „Höflein“, 1 Halbhof und 5 Gütern, die zur Gänze grundherrlich der Herrschaft Velburg gehörten. Im Dreißigjährigen Krieg brannte das Dorf 1633 zur Gänze ab. 1722 wurde auf Gemeindegrund ein Schulhaus errichtet. Am Ende des Alten Reichs, um 1800, bestand Hamberg aus 25 Anwesen des Amtes Velburg, darunter sechs große Höfe und acht Halbhöfe; die Gemeinde verfügte über ein Hirtenhaus
Im Königreich Bayern bildete Hamberg einen Steuerdistrikt im Landgericht Parsberg, dem noch der Weiler Schöndorf und die Einöde Eckerding angehörten. Mit dem Gemeindeedikt von 1818 wurde daraus die Ruralgemeinde Hamberg. Ihr gehörten auch die kleineren Ansiedelungen Ziegelhütten, Schafsee, Rofen und Vorder- und Hinterödberg an. 1875 zählte die Gemeinde 273 Einwohner, davon 174 im Hauptort, 69 in Schöndorf und 30 in Eckerding.
Bei der Auflösung des Landkreises Parsberg kam die Gemeinde Hamberg am 1. Juli 1972 zum Landkreis Neumarkt in der Oberpfalz. Die Gemeinde blieb in ihrem Bestand unverändert bis zum Abschluss der Gebietsreform in Bayern, als sie mit Gemeindeteilen am 1. Januar 1978 in den Markt Breitenbrunn eingegliedert wurde.

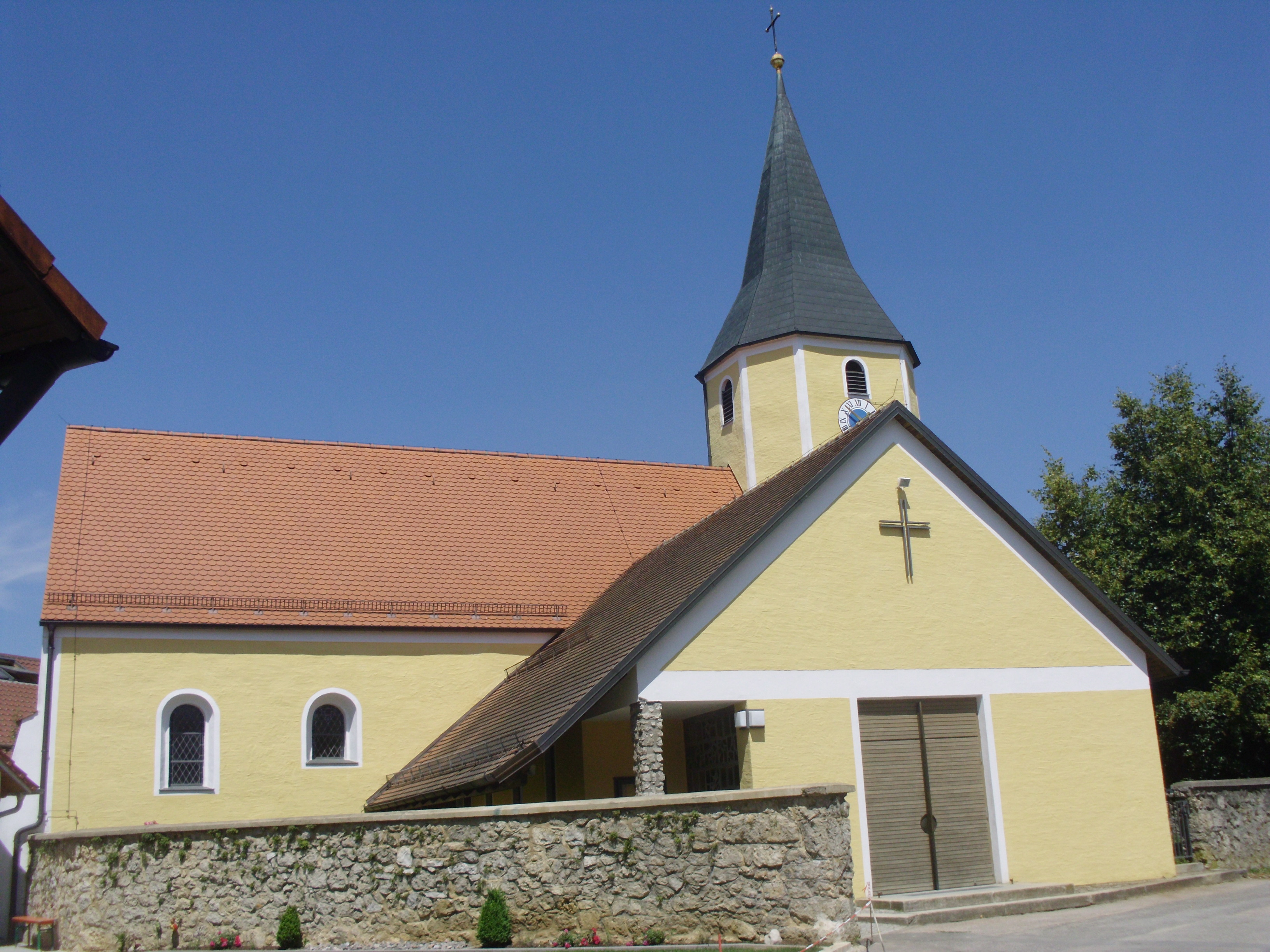
Kirche St. Jakob

## Kirchliche Verhältnisse
Hamberg gehörte seit altersher zur katholischen Pfarrei Breitenbrunn im Bistum Eichstätt, die seit 1406/10 durch Schenkung des Hadmar von Laaber dem Kloster Bergen inkorporiert war. Als das Herzogtum Pfalz-Neuburg zum Luthertum übertrat, wurde das Dorf und in die seit 1543 lutherische Pfarrei Daßwang eingepfarrt. bereits 1575 wurde für Hamberg und Schöndorf einer Visitation unterzogen. (BayHS ttA – Sulzbacher Akten 415) Auch nach der Gegenreformation 1618 verblieb Hamberg bei der nun wieder katholischen Pfarrei Daßwang. Ab 1864 hatte das Dorf aufgrund diverser Stiftungen einen eigenen Geistlichen, der gleichzeitig als Lehrer fungierte („Schulexpositus“). Er wohnte im 1863 erbauten Expositurhaus, das zugleich als Schulhaus genutzt wurde. 1884 wurde der Neubau der Hamberger Kirche mit ihrem Spitzturm konsekriert; 1894 erhielt sie neue Glocken, 1910 eine neue Sakristei und zwei neue Altäre, 1913 eine Orgel mit acht Registern von Ludwig Edenhofer, Deggendorf. Um 1937 lebten im Dorf 183 Katholiken (keine Protestanten), 1964 342 Katholiken. 1977 erfolgte der Anbau eines neuen Langhauses an die Kirche. Mit Wirkung zum 1. September 2013 wurde die Expositur Hamberg mit Eckerding und Schöndorf aus der Pfarrei Daßwang wieder in die Pfarrei Breitenbrunn umgepfarrt.